# Harpster

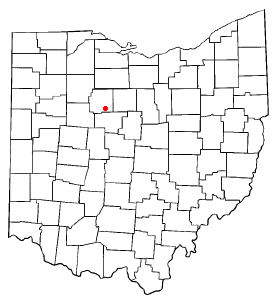
Harpster na planie stanu Ohio

Harpster – wieś w USA, w hrabstwie Wyandot, w stanie Ohio.
W roku 2010, 21,1% mieszkańców miało poniżej 18 lat, 7,3% było w wieku od 18 do 24 lat, 23% było w wieku 25 do 44 lat, 24% było w wieku 45 do 64 lat, 24,5% miało 65 lat albo więcej. We wsi było 48,0% mężczyzn i 52,0% kobiet.
Liczba mieszkańców w 2010 roku wynosiła 204, a w 2012 wynosiła 204.